# Jiří Hochmann
Jiří Hochmann (10 de janeiro de 1986) é um desportista checo que competiu no ciclismo na modalidade de pista, especialista nas provas de velocidade e keirin perseguição; ainda que também disputa carreiras de rota.
Ganhou duas medalhas no Campeonato Mundial de Ciclismo em Pista, prata em 2011 e bronze em 2009, e três medalhas no Campeonato Europeu de Ciclismo em Pista entre os anos 2010 e 2016.

## Medalheiro internacional
| Campeonato Mundial | Campeonato Mundial         | Campeonato Mundial | Campeonato Mundial |
| Ano                | Lugar                      | Medalha            | Competição         |
| ------------------ | -------------------------- | ------------------ | ------------------ |
| 2009               | Pruszków ( Polónia)        | Medalha de bronze  | Madison            |
| 2011               | Apeldoorn ( Países Baixos) | Medalha de prata   | Madison            |
| Campeonato Europeu |                            |                    |                    |
| Ano                | Lugar                      | Medalha            | Competição         |
| 2010               | Pruszków ( Polónia)        | Medalha de ouro    | Madison            |
| 2012               | Panevėžys ( Lituânia)      | Medalha de ouro    | Madison            |
| 2016               | Saint-Quentin ( França)    | Medalha de bronze  | Eliminação         |

## Palmarés
- 2011
  - 1 etapa da Szlakiem Grodów Piastowskich

- 2012
- Okolo jižních Čech, mais 1 etapa

- 2013
  - 1 etapa do Tour da China I
  - 1 etapa do Tour de Fuzhou